# Portugál női labdarúgó-bajnokság (első osztály)
A Campeonato Nacional (más néven Liga BPI) Portugália női labdarúgásának legfelsőbb osztályú bajnoksága, melyet 1993-ban, a Taça Nacional jogutódjaként hoztak létre.

## Története
A Portugál labdarúgó-szövetség 1985-ben rendezte meg az első női labdarúgó-bajnokságot, melyet kuparendszerben bonyolítottak le. A kieséses alapon működő sorozatot 1993-ban váltották át a mai napig is működő bajnoki szisztémára. A Campeonato Nacional kezdeti időszakában a bajnokság küzdelmei két körből álltak. Az első kör első négy helyezettje jutott tovább a második fordulóba, ahol oda-visszavágós alapon döntöttek a bajnoki cím sorsáról.
2016 óta a bajnokságban két mérkőzést játszanak egymás ellen a résztvevők és a legtöbb pontot szerző együttes szerzi meg a bajnoki címet. Az FPF szorgalmazza a férfi labdarúgóklubok női szakosztályának létrehozását, ennek eredményeképpen a Sporting CP és a Benfica is résztvevője a 12 csapatot számláló bajnokságnak.
A 2021–22-es szezon végeztével szűkítették a bajnokság létszámát és az eddigi 16 csapat helyett 12 gárda részvétele biztosított az első osztályban.

## A 2023–2024-es szezon résztvevői
| Klub                | Település              | Stadion                                 | Férőhely |
| ------------------- | ---------------------- | --------------------------------------- | -------- |
| Clube de Albergaria | Albergaria-a-Velha     | Estádio Antonio Augusto Martins Pereira | 1 000    |
| Benfica             | Lisszabon              | Benfica Campus                          | 2 721    |
| Braga               | Braga                  | Estádio 1º de Maio                      | 28 000   |
| Damaiense           | Damaia                 | Campo Damaiense                         | 1 000    |
| Famalicão           | Vila Nova de Famalicão | Campo Nº 2 Academia                     | 2 000    |
| Marítimo            | Funchal                | Complexo Desportivo do Marítimo         | 1 824    |
| Atlético Ouriense   | Ourém                  | Campo Da Caridade                       | 260      |
| Racing Power        | Seixal                 | Campo da Boa Hora                       | 3 000    |
| Sporting CP         | Lisszabon              | Estádio Aurélio Pereira                 | 1 180    |
| Torreense           | Torres Vedras          | Parque Desportivo Maximino Santos       | 2 000    |
| Valadares Gaia      | Valadares              | Complexo Desportivo Valadares           | 750      |
| Vilaverdense        | Vila Verde             | Estadio Municipal De Vila Verde         | 1 500    |

## Bajnokok
Az alábbi táblázat az 1985 óta megrendezésre kerülő portugál női bajnokságok győzteseit tartalmazza.
| Taça Nacional       |                                                                             |                                                                             |                                                                             |                                                                             |                                          |
| 1985–86             | –                                                                           | Boavista                                                                    |                                                                             |                                                                             |                                          |
| 1986–87             | –                                                                           | Boavista                                                                    |                                                                             |                                                                             |                                          |
| 1987–88             | –                                                                           | Boavista                                                                    |                                                                             |                                                                             |                                          |
| 1988–89             | –                                                                           | Boavista                                                                    |                                                                             |                                                                             |                                          |
| 1989–90             | –                                                                           | Boavista                                                                    |                                                                             |                                                                             |                                          |
| 1990–91             | –                                                                           | Boavista                                                                    |                                                                             |                                                                             |                                          |
| 1991–92             | –                                                                           | Boavista                                                                    |                                                                             |                                                                             |                                          |
| 1992–93             | –                                                                           | Boavista                                                                    |                                                                             |                                                                             |                                          |
| Campeonato Nacional |                                                                             |                                                                             |                                                                             |                                                                             |                                          |
| 1993–94             | –                                                                           | Boavista                                                                    | Trajouce                                                                    |                                                                             |                                          |
| 1994–95             | –                                                                           | Boavista                                                                    | Lobão                                                                       | 1º de Dezembro                                                              |                                          |
| 1995–96             | –                                                                           | Lobão                                                                       |                                                                             |                                                                             |                                          |
| 1996–97             | –                                                                           | Boavista                                                                    |                                                                             |                                                                             |                                          |
| 1997–98             | –                                                                           | Gatões                                                                      |                                                                             |                                                                             |                                          |
| 1998–99             | –                                                                           | Gatões                                                                      | Boavista                                                                    | 1º de Dezembro                                                              |                                          |
| 1999–2000           | –                                                                           | 1º de Dezembro                                                              |                                                                             |                                                                             |                                          |
| 2000–01             | –                                                                           | Gatões                                                                      | 1º de Dezembro                                                              | Boavista                                                                    |                                          |
| 2001–02             | –                                                                           | 1º de Dezembro                                                              |                                                                             |                                                                             |                                          |
| 2002–03             | –                                                                           | 1º de Dezembro                                                              |                                                                             |                                                                             |                                          |
| 2003–04             | –                                                                           | 1º de Dezembro                                                              |                                                                             |                                                                             |                                          |
| 2004–05             | –                                                                           | 1º de Dezembro                                                              | Várzea                                                                      | Marítimo Murtoense                                                          |                                          |
| 2005–06             | 5                                                                           | 1º de Dezembro                                                              | Marítimo Murtoense                                                          | Várzea                                                                      |                                          |
| 2006–07             | 6                                                                           | 1º de Dezembro                                                              | Boavista                                                                    | Várzea                                                                      |                                          |
| 2007–08             | 6                                                                           | 1º de Dezembro                                                              | Boavista                                                                    | Várzea                                                                      |                                          |
| 2008–09             | 6                                                                           | 1º de Dezembro                                                              | Boavista                                                                    | Beira-Mar Almada                                                            |                                          |
| 2009–10             | 10                                                                          | 1º de Dezembro                                                              | Escola                                                                      | Clube de Albergaria                                                         |                                          |
| 2010–11             | 10                                                                          | 1º de Dezembro                                                              | Cadima                                                                      | Escola                                                                      |                                          |
| 2011–12             | 10                                                                          | 1º de Dezembro                                                              | Boavista                                                                    | Clube de Albergaria                                                         |                                          |
| 2012–13             | 10                                                                          | Atlético Ouriense                                                           | Clube de Albergaria                                                         | 1º de Dezembro                                                              |                                          |
| 2013–14             | 10                                                                          | Atlético Ouriense                                                           | A-dos-Francos                                                               | Futebol Benfica                                                             |                                          |
| 2014–15             | 10                                                                          | Futebol Benfica                                                             | Valadares Gaia                                                              | Atlético Ouriense                                                           |                                          |
| 2015–16             | 10                                                                          | Futebol Benfica                                                             | Clube de Albergaria                                                         | Valadares Gaia                                                              |                                          |
| 2016–17             | 14                                                                          | Sporting CP                                                                 | SC Braga                                                                    | Futebol Benfica                                                             | Joana Vieira (Futebol Benfica) (33)      |
| 2017–18             | 12                                                                          | Sporting CP                                                                 | SC Braga                                                                    | Estoril                                                                     | Laura Luís (Braga) (31)                  |
| 2018–19             | 12                                                                          | SC Braga                                                                    | Sporting CP                                                                 | Futebol Benfica                                                             | Vanessa Marques (Braga) (29)             |
| 2019–20             | A koronavírus-járvány miatt a bajnokság félbeszakadt, bajnokot nem avattak. | A koronavírus-járvány miatt a bajnokság félbeszakadt, bajnokot nem avattak. | A koronavírus-járvány miatt a bajnokság félbeszakadt, bajnokot nem avattak. | A koronavírus-járvány miatt a bajnokság félbeszakadt, bajnokot nem avattak. | Cloé Lacasse (Benfica) (23)              |
| 2020–21             | 20                                                                          | SL Benfica                                                                  | Sporting CP                                                                 | SC Braga                                                                    | Vitória Almeida (Famalicão) (23)         |
| 2021–22             | 16                                                                          | SL Benfica                                                                  | Sporting CP                                                                 | SC Braga                                                                    | Telma Encarnação (Marítimo) (18)         |
| 2022–23             | 12                                                                          | SL Benfica                                                                  | Sporting CP                                                                 | SC Braga                                                                    | Cloé Lacasse (SL Benfica) (22)           |
| 2023–24             | 12                                                                          | SL Benfica                                                                  | Sporting CP                                                                 | Racing Power                                                                | Francisca Nazareth (SL Benfica) (17)     |
| 2024–25             | 12                                                                          | SL Benfica                                                                  | Sporting CP                                                                 | SC Braga                                                                    | Cristina Martín-Prieto (SL Benfica) (19) |

### Klubonként
| Klub              | Győztes | Második | Győztes évek                                                           |
| ----------------- | ------- | ------- | ---------------------------------------------------------------------- |
| 1º de Dezembro    | 12      | 1       | 2000, 2002, 2003, 2004, 2005, 2006, 2007, 2008, 2009, 2010, 2011, 2012 |
| Boavista          | 11      | 5       | 1986, 1987, 1988, 1989, 1990, 1991, 1992, 1993, 1994, 1995, 1997       |
| SL Benfica        | 5       | 0       | 2021, 2022, 2023, 2024, 2025                                           |
| Gatões            | 3       | 0       | 1998, 1999, 2001                                                       |
| Sporting CP       | 2       | 6       | 2017, 2018                                                             |
| Atlético Ouriense | 2       | 0       | 2013, 2014                                                             |
| Futebol Benfica   | 2       | 0       | 2015, 2016                                                             |
| SC Braga          | 1       | 2       | 2019                                                                   |
| Lobão             | 1       | 1       | 1996                                                                   |

## Külső hivatkozások
- A portugál bajnokság adatlapja a Soccerway oldalán. FPF.pt, 2019. április 9. (Hozzáférés: 2019. április 9.)